# Mistrzostwa Ameryki Północnej i Karaibów w Piłce Ręcznej Kobiet 2019
Mistrzostwa Ameryki Północnej i Karaibów w Piłce Ręcznej Kobiet 2019 – pierwsze mistrzostwa Ameryki Północnej i Karaibów w piłce ręcznej kobiet, oficjalny międzynarodowy turniej piłki ręcznej o randze mistrzostw kontynentu zorganizowany przez IHF (po podziale PATHF na dwie federacje) mający na celu wyłonienie najlepszej żeńskiej reprezentacji narodowej w Ameryce Północnej i Karaibach. Odbył się w dniach 28 maja – 2 czerwca 2019 roku w mieście Meksyk. Mistrzostwa były jednocześnie eliminacjami do MŚ 2019.
Zawody pierwotnie miały zostać rozegrane w grudniu 2018 roku w Dominikanie. Ostatecznie odbyły się na przełomie maja i czerwca 2019 roku w stolicy Meksyku, a triumfowała w nich reprezentacja Kuby.

## Losowanie grup
Losowanie grup przeprowadzono 14 kwietnia 2019 roku, a przed nim siedem uczestniczących zespołów podzielono na cztery koszyki.
| Koszyk 1          |
| ----------------- |
| Dominikana        |
| Stany Zjednoczone |

| Koszyk 2  |
| --------- |
| Kuba      |
| Portoryko |

| Koszyk 3 |
| -------- |
| Kanada   |
| Meksyk   |

| Koszyk 4   |
| ---------- |
| Grenlandia |

| Grupa A    | Grupa B           |
| ---------- | ----------------- |
| Dominikana | Stany Zjednoczone |
| Portoryko  | Kuba              |
| Meksyk     | Kanada            |
|            | Grenlandia        |

## Faza grupowa

### Grupa A
| 28 maja 201918:00 | Dominikana | 38:34(20:13) | Meksyk | Centro Deportivo Olímpico Mexicano, Meksyk |
| 28 maja 201918:00 |            | 38:34(20:13) |        | Centro Deportivo Olímpico Mexicano, Meksyk |

| 29 maja 201918:00 | Portoryko | 36:34(17:17) | Meksyk | Centro Deportivo Olímpico Mexicano, Meksyk |
| 29 maja 201918:00 |           | 36:34(17:17) |        | Centro Deportivo Olímpico Mexicano, Meksyk |

| 30 maja 201918:00 | Portoryko | 23:18(9:9) | Dominikana | Centro Deportivo Olímpico Mexicano, Meksyk |
| 30 maja 201918:00 |           | 23:18(9:9) |            | Centro Deportivo Olímpico Mexicano, Meksyk |

### Grupa B
| 28 maja 201914:00 | Grenlandia | 22:22(9:10) | Stany Zjednoczone | Centro Deportivo Olímpico Mexicano, Meksyk |
| 28 maja 201914:00 |            | 22:22(9:10) |                   | Centro Deportivo Olímpico Mexicano, Meksyk |

| 28 maja 201916:00 | Kuba | 30:17(16:7) | Kanada | Centro Deportivo Olímpico Mexicano, Meksyk |
| 28 maja 201916:00 |      | 30:17(16:7) |        | Centro Deportivo Olímpico Mexicano, Meksyk |

| 29 maja 201914:00 | Stany Zjednoczone | 42:21(22:12) | Kanada | Centro Deportivo Olímpico Mexicano, Meksyk |
| 29 maja 201914:00 |                   | 42:21(22:12) |        | Centro Deportivo Olímpico Mexicano, Meksyk |

| 29 maja 201916:00 | Kuba | 25:17(12:11) | Grenlandia | Centro Deportivo Olímpico Mexicano, Meksyk |
| 29 maja 201916:00 |      | 25:17(12:11) |            | Centro Deportivo Olímpico Mexicano, Meksyk |

| 30 maja 201914:00 | Grenlandia | 45:21(26:10) | Kanada | Centro Deportivo Olímpico Mexicano, Meksyk |
| 30 maja 201914:00 |            | 45:21(26:10) |        | Centro Deportivo Olímpico Mexicano, Meksyk |

| 30 maja 201916:00 | Kuba | 27:21(12:11) | Stany Zjednoczone | Centro Deportivo Olímpico Mexicano, Meksyk |
| 30 maja 201916:00 |      | 27:21(12:11) |                   | Centro Deportivo Olímpico Mexicano, Meksyk |

## Faza pucharowa

### Mecze o miejsca 1–4
|  |                       |            |           |                       |    |       |       |       |
|  | Półfinały             | Półfinały  | Półfinały |                       |    | Finał | Finał | Finał |
|  | Półfinały             | Półfinały  | Półfinały |                       |    | Finał | Finał | Finał |
|  | 01 czerwca 2019 18:00 |            |           |                       |    |       |       |       |
|  |                       |            |           |                       |    |       |       |       |
|  | Kuba                  | Kuba       | 30        |                       |    |       |       |       |
|  | Kuba                  | Kuba       | 30        | 02 czerwca 2019 18:00 |    |       |       |       |
|  | Dominikana            | Dominikana | 23        |                       |    |       |       |       |
|  | Dominikana            | Dominikana | 23        |                       |    | Kuba  | Kuba  | 27    |
|  | 01 czerwca 2019 16:00 |            |           |                       |    | Kuba  | Kuba  | 27    |
|  |                       |            | Portoryko | Portoryko             | 24 |       |       |       |
|  | Portoryko             | Portoryko  | Portoryko | Portoryko             | 24 | 29    |       |       |
|  | Portoryko             | Portoryko  |           |                       |    |       |       |       |
|  | Grenlandia            | Grenlandia | 25        |                       |    |       |       |       |
|  | Grenlandia            | Grenlandia | 25        | Mecz o 3. miejsce     |    |       |       |       |
|  |                       |            |           |                       |    |       |       |       |
|  | 02 czerwca 2019 16:00 |            |           |                       |    |       |       |       |
|  |                       |            |           |                       |    |       |       |       |
|  | Grenlandia            | Grenlandia | 22        |                       |    |       |       |       |
|  | Grenlandia            | Grenlandia | 22        |                       |    |       |       |       |
|  | Dominikana            | Dominikana | 20        |                       |    |       |       |       |
|  | Dominikana            | Dominikana | 20        |                       |    |       |       |       |

| 1 czerwca 201918:00 | Kuba | 30:23(11:10) | Dominikana | Centro Deportivo Olímpico Mexicano, Meksyk |
| 1 czerwca 201918:00 |      | 30:23(11:10) |            | Centro Deportivo Olímpico Mexicano, Meksyk |

| 1 czerwca 201916:00 | Portoryko | 29:25(11:12) | Grenlandia | Centro Deportivo Olímpico Mexicano, Meksyk |
| 1 czerwca 201916:00 |           | 29:25(11:12) |            | Centro Deportivo Olímpico Mexicano, Meksyk |

| 2 czerwca 201918:00 | Kuba | 27:24(15:14) | Portoryko | Centro Deportivo Olímpico Mexicano, Meksyk |
| 2 czerwca 201918:00 |      | 27:24(15:14) |           | Centro Deportivo Olímpico Mexicano, Meksyk |

| 2 czerwca 201916:00 | Grenlandia | 22:20(14:10) | Dominikana | Centro Deportivo Olímpico Mexicano, Meksyk |
| 2 czerwca 201916:00 |            | 22:20(14:10) |            | Centro Deportivo Olímpico Mexicano, Meksyk |

### Mecze o miejsca 5–7
| 1 czerwca 201914:00 | Meksyk | 30:24(16:10) | Kanada | Centro Deportivo Olímpico Mexicano, Meksyk |
| 1 czerwca 201914:00 |        | 30:24(16:10) |        | Centro Deportivo Olímpico Mexicano, Meksyk |

| 2 czerwca 201914:00 | Stany Zjednoczone | 33:27(17:18) | Meksyk | Centro Deportivo Olímpico Mexicano, Meksyk |
| 2 czerwca 201914:00 |                   | 33:27(17:18) |        | Centro Deportivo Olímpico Mexicano, Meksyk |

## Klasyfikacja końcowa
| Miejsce | Reprezentacja     | Uwagi          |
| ------- | ----------------- | -------------- |
| złoto   | Kuba              | awans: MŚ 2019 |
| srebro  | Portoryko         | -              |
| brąz    | Grenlandia        | -              |
| 4       | Dominikana        | -              |
| 5       | Stany Zjednoczone | -              |
| 6       | Meksyk            | -              |
| 7       | Kanada            | -              |